# Lash Legend
Anriel Howard (Atlanta,  Georgia, 6 de mayo de 1997) es una luchadora profesional estadounidense. Actualmente trabaja para la empresa WWE, donde se presenta en la marca NXT bajo el nombre de Lash Legend.
También es una exjugadora de baloncesto universitaria y profesional (WNBA).

## Carrera en el baloncesto

### Universidad
Howard salió de la escuela secundaria como el recluta número 100 de la Clase 2015 según el ranking HoopGurlz de ESPN. También fue calificada como la decimoquinta mejor delantera en su posición. Howard se comprometió a jugar para Texas A&M. Jugó para ellos durante tres temporadas antes de transferirse a Mississippi State para su última temporada.
Durante su estancia en Texas A&M, Howard era una máquina de rebotes. Howard fue el primer jugador en la historia de Texas A&M en tener más de 1.000 rebotes en su carrera con la escuela, obteniendo 1.002 rebotes. También estableció un récord del torneo de la NCAA con 27 rebotes en un juego del torneo de la NCAA de 2016. Fue nombrada miembro del equipo SEC All-Freshman durante su primer año con los Aggies.
Howard anunció que se iba a transferir después de su temporada juvenil y finalmente decidió ir al estado de Mississippi. Howard afirmó: “Tan pronto como aterricé sentí que era el lugar indicado... En la escuela secundaria, cuando me reclutaron, sentí que Texas A&M era el lugar ideal para mi visita. Por lo general, cuando voy de visita hay algo que cuestiono, pero nunca tuve esa sensación y esa fue la primera vez".
Fue nombrada para el primer equipo All-SEC de 2019 tanto por la AP como por los entrenadores, el equipo All-Tournament de la SEC de 2019 y para el equipo de Mención de Honor AP All-American de 2019 durante su única temporada con los Bulldogs.

### WNBA

#### Seattle Storm
En el draft de la WNBA de 2019 , Howard ocupó el puesto 24 en general por las Seattle Storm. Después de debutar contra las Minnesota Lynx el 29 de mayo, Howard jugó un total de tres partidos con las Storm. Logró cinco puntos y tres rebotes en un total de 23 minutos, antes de ser despedida del equipo a principios de temporada.

### Estadísticas de su carrera en la WNBA

#### Temporada regular
| Año   | Equipo         | PJ | PT | MPP | %TC  | %3P  | %TL  | RPP | APP | ROB | TPP | PPP |
| ----- | -------------- | -- | -- | --- | ---- | ---- | ---- | --- | --- | --- | --- | --- |
| 2019  | Seattle        | 3  | 0  | 6.7 | .400 | .500 | .000 | 1.0 | 0.0 | 0.3 | 0.0 | 0.7 |
| Total | 1 año 1 equipo | 3  | 0  | 6.7 | .400 | .500 | .000 | 1.0 | 0.0 | 0.3 | 0.0 | 0.7 |

## Carrera como luchadora profesional

### WWE (2020-presente)

#### Inicios en NXT (2020-2023)
Howard firmó con WWE el 2 de diciembre de 2020.
El 21 de septiembre de 2021, episodio de NXT, Howard hizo su debut televisado durante un segmento tras bambalinas con Franky Monet, presentándose como Lash Legend. En el episodio del 28 de septiembre de NXT, Legend comenzó a aparecer regularmente como presentador de un segmento de programa de entrevistas pregrabado, Lashing Out with Lash Legend. En el episodio del 10 de diciembre de 205 Live, Howard hizo su debut en el ring, derrotando a Amari Miller y estableciéndose como talón.
En febrero de 2022, Legend y Miller confirmaron que se unirían para competir en el Women's Dusty Rhodes Tag Team Classic ; sin embargo, el dúo perdió en la primera ronda ante Io Shirai y Kay Lee Ray. El 1 de marzo, después de que ambos equipos discutieran entre sí, esto llevó a una revancha donde Legend derrotó a Miller. El 8 de marzo, en Roadblock, Legend entrevistó a Nikkita Lyons durante Lashing Out with Lash Legend, lo que provocó que los dos tuvieran una acalorada discusión. Las dos luchadoras rivales se enfrentaron en los episodios del 5 y 26 de abril de NXT, donde Legend perdió ante Lyons en ambas ocasiones. En Spring Breakin', Legend y Natalya perdieron ante Cora Jade y Lyons en una lucha por equipos. Poco después, Legend ingresó al Torneo Breakout Femenino de NXT; perdió ante Roxanne Perez en las semifinales. Después de que Alba Fyre derrotó a Tatum Paxley en el episodio del 7 de junio de NXT, Legend atacó y comenzó una pelea entre los dos. Legend perdió ante Fyre en el episodio del 21 de junio de NXT por descalificación después de que atacó a Fyre con el bate de este último y en el episodio del 2 de agosto de NXT. En los próximos meses, Legend perdería ante gente como Fallon Henley, Wendy Choo, Shotzi y Lyra Valkyria al mismo tiempo que no lograron ganar oportunidades de título en Battle Royals.
En NXT New Year's Evil, participó en la 20-Women's Battle Royal por una oportunidad al Campeonato Femenino de NXT de Roxanne Perez en NXT Vengeance Day, eliminando a Amari Miller, sin embargo fue eliminada por Indi Hartwell.
Desde agosto de 2022, a través de eventos en vivo, Legend encontró una aliada en Jakara Jackson. Tuvieron su primera aparición televisada como equipo en el episodio de NXT Level Up emitido el 11 de noviembre, donde perdieron ante Ivy Nile y Tatum Paxley.

#### The Meta-Four (2023–presente)
El 28 de mayo de 2023, en NXT Battleground, durante una lucha por las Reglas de las Rondas Británicas por la Copa Heritage de NXT entre Noam Dar y Dragon Lee, Legend junto a Jackson interfirieron a favor de Dar, ayudándolo a retener la Copa Heritage en el proceso. Posteriormente formaron la facción The Meta-Four, y junto a Jakara Jackson ganarían su primer combate como equipo en NXT Gold Rush al derrotar a Valentine Feroz & Yulisa Leon. En el Kick-Off de NXT The Great American Bash, junto a Jakara Jackson, Noam Dar & Oro Mensah fueron derrotados por Nathan Frazer, Dragon Lee, Valentina Feroz & Yulisa Leon.
En el episodio del 14 de mayo de 2024 de NXT, se enfrentó a Ivy Nile en un combate clasificatorio a la lucha de escaleras por el Campeonato Norteamericano Femenino de NXT, en el que salió victoriosa.